# Catatumbo (khu tự quản)
Catatumbo là một khu tự quản thuộc bang Zulia, Venezuela. Thủ phủ của khu tự quản Catatumbo đóng tại Encontrados. Khự tự quản Catatumbo có diện tích 5225 km2, dân số theo điều tra dân số ngày 21 tháng 10 năm 2001 là 31780 người.